# Theater im OP

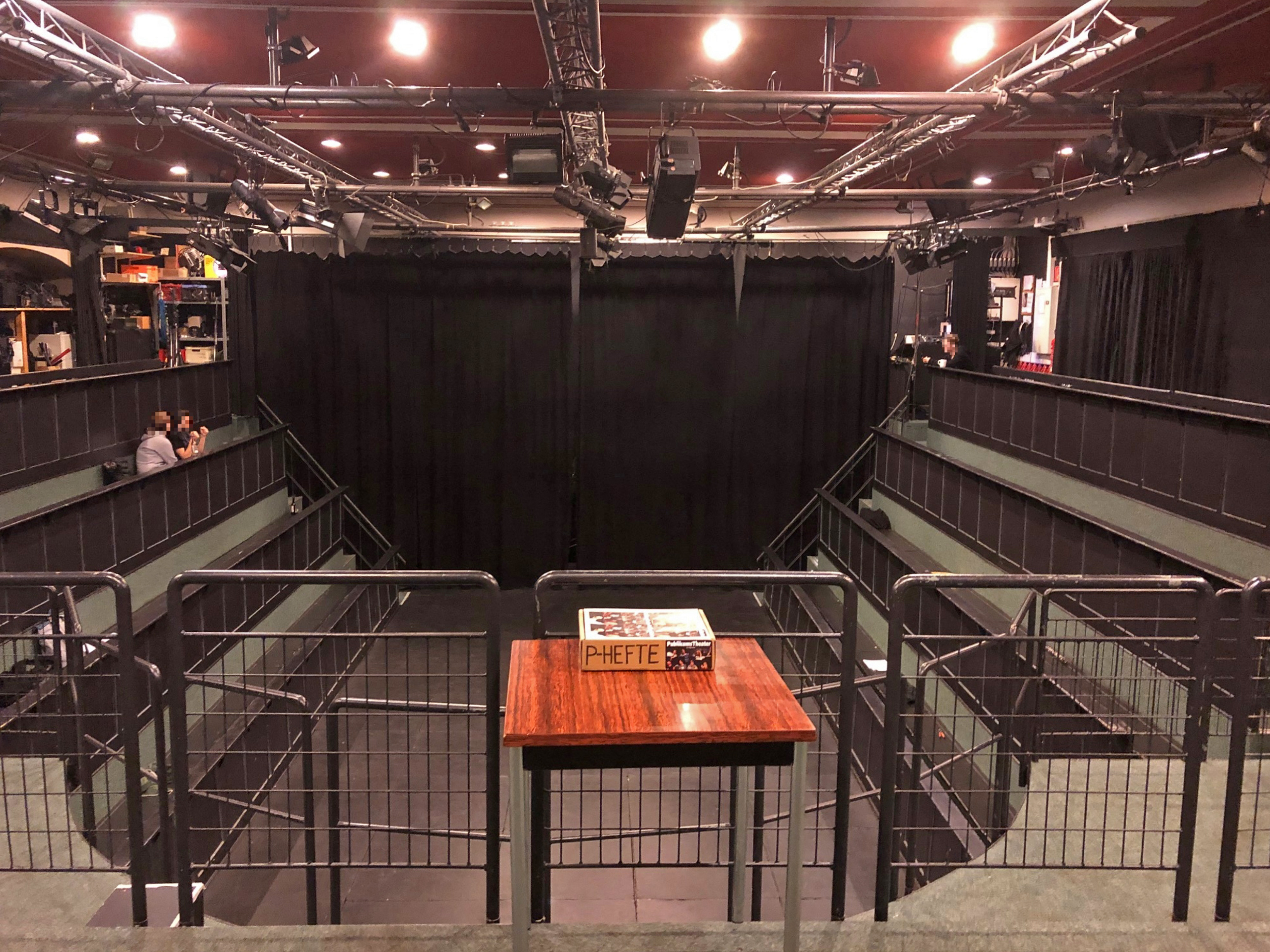
Aufführungsraum des ThOP 2020

Das Theater im OP (ThOP) ist das Universitätstheater der Georg-August-Universität Göttingen. Mit einem ganzjährigen En-suite-Spielbetrieb und ca. 12 Premieren jährlich ist es das größte Studententheater Deutschlands und zählt zu den größten Studententheatern Europas. Gegründet wurde das ThOP 1984 von der dramaturgischen Abteilung des Seminars für Deutsche Philologie. Seine Hauptaufgabe ist die Vermittlung theaterpraktischer Fähigkeiten und Erfahrungen.

## Beschreibung
Das ThOP liegt innerhalb des weitläufigen Geländes der ehemaligen Vereinigten Kliniken als Annex an der 1889–1891 erbauten ehemaligen Chirurgischen Klinik, der einen akademischen Schauoperationssaal enthielt, woraus sich auch der Name (Theater im Operationssaal) ableitet.
Eine Besonderheit dieses Spielorts ist seine Arenabühne: Im Gegensatz zu den sonst üblichen Guckkastenbühnen sitzt das Publikum zu den Seiten auf Tribünen und das Schauspiel findet in der Mitte des Saales statt.
Neben theaterinteressierten Germanistik-Studenten steht das ThOP auch Studenten aller anderen Fachrichtungen und überhaupt allen interessierten Menschen der Region offen, um praktische Theatererfahrung zu sammeln. Neben der Schauspielerei bietet das ThOP auch Raum und Betätigungsfeld für angehende oder ausprobierende Maskenbildner, Bühnenbauer, Beleuchter und Regisseure.
Das Repertoire umfasst neben Klassikern und Gegenwartsdramatik ebenso Uraufführungen des hauseigenen Dramatikerwettbewerbs. 2004 schrieb das ThOP zum ersten Mal seinen Dramatikerwettbewerb aus. Den ersten Platz belegte Thor Truppel mit „0438 & 0439 oder Und dann kam die Flut“. Das Stück wurde 2005 uraufgeführt. 2006 gewann Hans Jürgen Kugler mit „Aus dem Staub“, das im Oktober 2006 sowie beim 24. Norddeutschen Theatertreffen 2007 aufgeführt wurde. 2007 gewann Dieter Baldo mit „Jenny Blum“, das im April 2008 uraufgeführt wurde. Auch 2009 und 2011 wurden Dramatikerwettbewerbe ausgerichtet, und zwar zu den Themen „Theater aus der Yuccapalme – Morbides, Komisches und Banales urbaner Mythen“ und „… und wovon träumst du nachts?“. Der Wettbewerb 2014 trug den Titel „Nach dem Fall“. Die Siegerstücke wurden im April 2014 uraufgeführt. 2018 wurde das Siegerstück „Gelbe Wüste/Rosa Raum“ zum Thema „Grenzen – Grenzgänger – Grenzüberschreitungen“ gezeigt.

## Ehemals Mitwirkende
- Alexis Kara (Schauspieler und Komiker, u. a. Dennis Knossalla in der zdf-heute-show)
- Marie-Lou Sellem (Schauspielerin, u. a. Tatort, Ein Fall für zwei)
- Winfried Goos (Schauspieler am Berliner Ensemble)
- Christiane Warnecke (Schauspielerin, u. a. Schauspielhaus Salzburg)
- Dirk Böther (Schauspieler, u. a. Junges Theater Göttingen und Schlosstheater Celle)